# Gerde (Francia)
Gerde è un comune francese di 1 192 abitanti situato nel dipartimento degli Alti Pirenei nella regione dell'Occitania.

## Società

### Evoluzione demografica
Abitanti censiti